# 费马大定理：一个困惑了世间智者358年的谜
《费马大定理：一个困惑了世间智者358年的谜》（英語： 或 Fermat's Enigma: The Epic Quest to Solve the World's Greatest Mathematical Problem）是一本由英国印度裔科普作家和理论物理学家西蒙·辛格创作的数学史著作，1997年出版，介绍了自1637年皮埃爾·德·費馬提出费马大定理的猜想以来，无数数学家，包括埃瓦里斯特·伽罗瓦对证明此猜想的努力，直到1995年安德魯·懷爾斯最终给出了证明。